# ブランコ・ブルノヴィッチ
ブランコ・ブルノヴィッチ（セルビア語: Бранко Брновић, ラテン文字転写: Branko Brnović、1967年8月8日 - ）は、モンテネグロ（旧ユーゴスラビア）の元サッカー選手、サッカー指導者。ポジションはミッドフィールダー。
兄のドラゴリュブ・ブルノヴィッチも元サッカー選手である。

## クラブ経歴
1987年、地元クラブのFKブドゥチノスト・チトーグラードにてプロデビューを果たすと、すぐにレギュラーに定着し、1991年に国内強豪のパルチザン・ベオグラードに移籍した。パルチザンでも主力として活躍し、1度のリーグ制覇と2度のカップ制覇に大きく貢献した。1992-93シーズンにはキャリアハイとなるリーグ戦6ゴールを挙げている。
1994年、初の海外挑戦の舞台としてスペインのRCDエスパニョールを選んだ。エスパニョールでのファーストシーズン、チームはカップ戦を制したが、ブルノヴィッチ自身はリーグ戦出場1試合に終わり、苦しいシーズンとなった。しかし、3シーズン目からスタメンの座を勝ち取り、27試合に出場。1998-99シーズンにはリーグ戦40試合全てでスタメンフル出場を果たした。
2000年に一度は現役を引退したものの、2006年に1シーズン限りの契約で母国FKコム・ポドゴリツァのプレーヤーとして現役復帰を決めた。

## 代表経歴
ユーゴスラビア代表として27試合に出場し、3ゴールを記録した。代表初出場は1989年9月20日のギリシャ代表戦で、これ以降定期的に代表に選ばれるようになった。UEFA EURO '92予選にもレギュラーとして出場し、予選突破を決めたが、ユーゴスラビア紛争により参加を辞退したことでブルノヴィッチは自身初のメジャー大会参加が叶わなかった。
1998年、1998 FIFAワールドカップを戦うユーゴスラビア代表に選出された。大会ではベスト16を除く3試合に出場し、そのベスト16でユーゴスラビアはオランダに敗北。大会を後にした。
2007年3月5日、モンテネグロ代表のアシスタントコーチに就いた。2011年9月8日、モンテネグロ代表の監督を務めていたズラトコ・クラニチャールが解任されると、ブルノヴィッチが同代表の監督に就任した。ブルノヴィッチはモンテネグロをEURO 2012プレーオフに導いたが、チェコ代表に2試合合計3-0で敗れ、本大会出場を逃した。

## 代表歴

### 出場大会
- ユーゴスラビア代表
  - 1998 FIFAワールドカップ (ベスト16)

### 試合数
- 国際Aマッチ 27試合 3得点（1989年-1998年）[1]

| ユーゴスラビア代表 | 国際Aマッチ | 国際Aマッチ |
| 年                 | 出場        | 得点        |
| ------------------ | ----------- | ----------- |
| 1989               | 2           | 0           |
| 1990               | 0           | 0           |
| 1991               | 3           | 0           |
| 1992               | 1           | 0           |
| 1993               | 0           | 0           |
| 1994               | 2           | 0           |
| 1995               | 1           | 0           |
| 1996               | 5           | 0           |
| 1997               | 5           | 1           |
| 1998               | 8           | 2           |
| 通算               | 27          | 3           |

## 監督成績
2015年10月12日現在
| チーム           | 国           | 就任         | 退任           | 記録 | 記録 | 記録 | 記録 | 記録   |
| 試               | 勝           | 分           | 負             | 勝率 |      |      |      |        |
| ---------------- | ------------ | ------------ | -------------- | ---- | ---- | ---- | ---- | ------ |
| モンテネグロ代表 | モンテネグロ | 2011年9月8日 | 2015年12月17日 | 33   | 11   | 10   | 12   | 033.33 |